# Combre
Combre és un municipi francès situat al departament del Loira i a la regió d'Alvèrnia-Roine-Alps. L'any 2007 tenia 356 habitants.

## Demografia

### Població
El 2007 la població de fet de Combre era de 356 persones. Hi havia 121 famílies de les quals 20 eren unipersonals (12 homes vivint sols i 8 dones vivint soles), 28 parelles sense fills, 61 parelles amb fills i 12 famílies monoparentals amb fills.
La població ha evolucionat segons el següent gràfic:
Habitants censats

### Habitatges
El 2007 hi havia 131 habitatges, 123 eren l'habitatge principal de la família i 8 eren segones residències. 119 eren cases i 12 eren apartaments. Dels 123 habitatges principals, 105 estaven ocupats pels seus propietaris, 16 estaven llogats i ocupats pels llogaters i 2 estaven cedits a títol gratuït; 3 tenien dues cambres, 11 en tenien tres, 39 en tenien quatre i 70 en tenien cinc o més. 101 habitatges disposaven pel capbaix d'una plaça de pàrquing. A 40 habitatges hi havia un automòbil i a 79 n'hi havia dos o més.

### Piràmide de població
La piràmide de població per edats i sexe el 2009 era:
| Homes | Edats   | Dones |
| ----- | ------- | ----- |
| 0     | 95 o +  | 0     |
| 0     | 90 a 94 | 1     |
| 0     | 85 a 89 | 3     |
| 1     | 80 a 84 | 0     |
| 1     | 75 a 79 | 4     |
| 3     | 70 a 74 | 2     |
| 6     | 65 a 69 | 4     |
| 8     | 60 a 64 | 6     |
| 5     | 55 a 59 | 6     |
| 7     | 50 a 54 | 4     |
| 11    | 45 a 49 | 7     |
| 12    | 40 a 44 | 13    |
| 12    | 35 a 39 | 14    |
| 13    | 30 a 34 | 15    |
| 9     | 25 a 29 | 7     |
| 8     | 20 a 24 | 3     |
| 10    | 15 a 19 | 16    |
| 18    | 10 a 14 | 12    |
| 13    | 5 a 9   | 9     |
| 11    | 0 a 4   | 8     |

## Economia
El 2007 la població en edat de treballar era de 230 persones, 189 eren actives i 41 eren inactives. De les 189 persones actives 173 estaven ocupades (93 homes i 80 dones) i 16 estaven aturades (6 homes i 10 dones). De les 41 persones inactives 19 estaven jubilades, 17 estaven estudiant i 5 estaven classificades com a «altres inactius».

### Ingressos
El 2009 a Combre hi havia 139 unitats fiscals que integraven 413 persones, la mediana anual d'ingressos fiscals per persona era de 16.993 €.

### Activitats econòmiques
Dels 13 establiments que hi havia el 2007, 3 eren d'empreses de fabricació d'altres productes industrials, 2 d'empreses de construcció, 1 d'una empresa de comerç i reparació d'automòbils, 1 d'una empresa d'hostatgeria i restauració, 2 d'empreses immobiliàries, 2 d'entitats de l'administració pública i 2 d'empreses classificades com a «altres activitats de serveis».
Dels 4 establiments de servei als particulars que hi havia el 2009, 1 era un electricista, 2 perruqueries i 1 restaurant.
L'any 2000 a Combre hi havia 7 explotacions agrícoles.

## Equipaments sanitaris i escolars
El 2009 hi havia una escola elemental.

## Poblacions més properes
El següent diagrama mostra les poblacions més properes.